# Virtus Pallacanestro Bologna 1985-1986

## Roster
| Granarolo Felsinea Bologna 1985-86 | Granarolo Felsinea Bologna 1985-86 |
| Giocatori                          | Staff tecnico                      |
| ---------------------------------- | ---------------------------------- |

| N. | Naz.                   | Ruolo | Nome                | Anno | Alt.   | Peso |  |
| -- | ---------------------- | ----- | ------------------- | ---- | ------ | ---- |  |
| 4  | Italia (bandiera)      | P     | Roberto Brunamonti  | 1959 | 192 cm |      |  |
| 5  | Italia (bandiera)      | G     | Domenico Fantin     | 1961 | 196 cm |      |  |
|    | Italia (bandiera)      |       | Gianluca Trisciani  | 1961 |        |      |  |
| 9  | Stati Uniti (bandiera) | A     | Sam Williams        | 1959 | 203 cm |      |  |
| 10 | Italia (bandiera)      | A     | Renato Villalta (c) | 1955 | 204 cm |      |  |
| 11 | Italia (bandiera)      | C     | Augusto Binelli     | 1964 | 211 cm |      |  |
| 12 | Stati Uniti (bandiera) | C     | Joe Meriweather     | 1953 | 205 cm |      |  |
| 13 | Italia (bandiera)      | AC    | Clivo Righi         | 1966 | 204 cm |      |  |
| 14 | Italia (bandiera)      | G     | Maurizio Ragazzi    | 1964 | 192 cm |      |  |
| 15 | Italia (bandiera)      | A     | Marco Bonamico      | 1957 | 200 cm |      |  |
|    | Italia (bandiera)      | G     | Luca Ansaloni       | 1967 | 195 cm |      |  |
|    | Italia (bandiera)      |       | Paolo Cappelli      | 1968 |        |      |  |
|    | Italia (bandiera)      |       | Gianluca Lenoli     | 1967 |        |      |  |
|    | Italia (bandiera)      | A     | Giovanni Setti      | 1969 | 204 cm |      |  |
|    | Stati Uniti (bandiera) | C     | Jim Smith           | 1958 | 206 cm |      |  |

| Allenatore                            |
| Sandro Gamba                          |
| Assistente/i                          |
| Ettore Messina Legenda - (C) Capitano |

## Risultati
- Serie A1:
  - prima fase: 7ª classificata su 16 squadre (17-13)
  - playoff: eliminata agli ottavi di finale (0-2)
- Coppa Italia: eliminata ai quarti di finale (3-3)